# 尚波 (伊勒-维莱讷省)
尚波（法語：Champeaux，法語發音：[ʃɑ̃po] ⓘ）是法国伊勒-维莱讷省的一个市镇，属于富热尔-维特雷区。

## 地理
尚波（48°8'50"N, 1°18'40"W）面积9.83 平方千米，位于法国布列塔尼大區伊勒-维莱讷省，该省份为法国西北部沿海省份，位于布列塔尼半岛东部，北濒大西洋，西接阿摩尔滨海省和莫尔比昂省，南至大西洋卢瓦尔省，西南端接曼恩-卢瓦尔省，东临马耶讷省，东北与芒什省接壤。
与尚波接壤的市镇（或旧市镇、城区）包括：蒙特勒伊苏佩鲁斯、朗达夫朗、马尔皮雷、波塞莱布瓦、维莱讷河畔圣让、瓦勒迪泽。

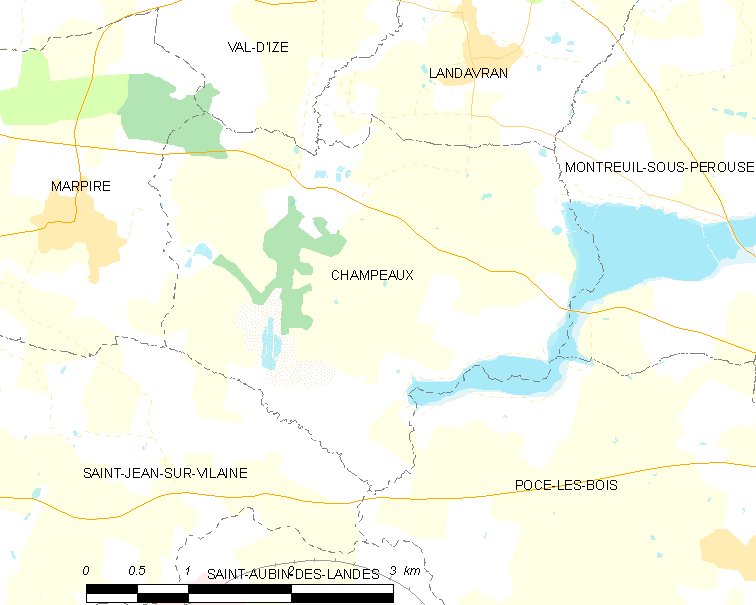
的OSM定位图

尚波的时区为UTC+01:00、UTC+02:00（夏令时）。

## 行政
尚波的邮政编码为35500，INSEE市镇编码为35052。

## 政治
尚波所属的省级选区为维特雷县。

## 人口

1962-2008年间人口变化图示

尚波于2022年1月1日时的人口数量为504人。